# Pirotècnia

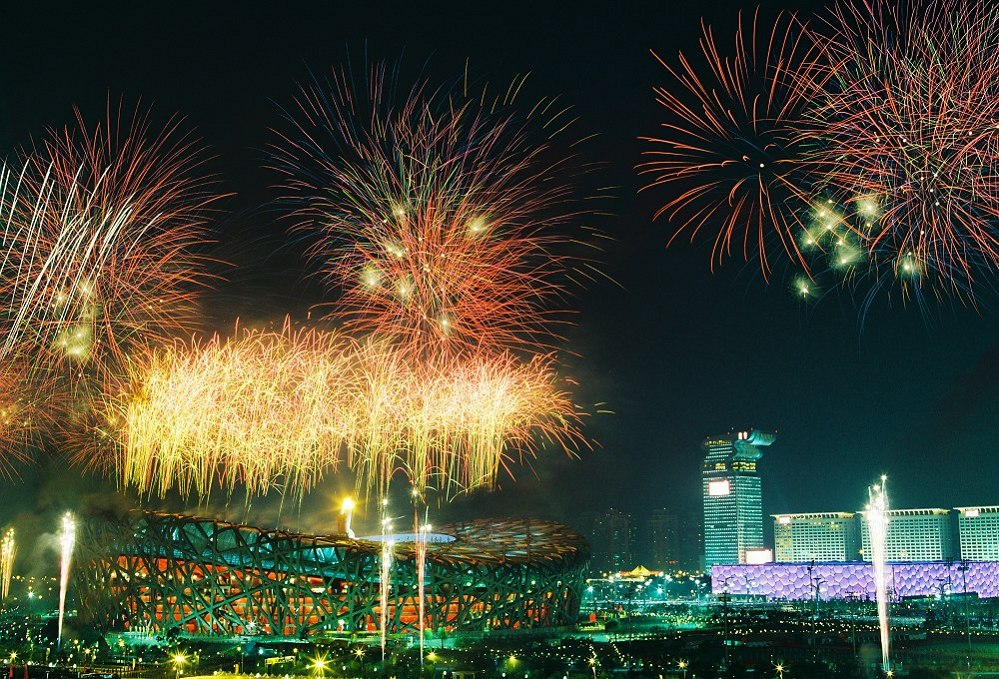
Focs artificials durant la cerimònia d'obertura dels Jocs Olímpics d'Estiu de 2008 a Pequín

La pirotècnica és la tècnica de preparar explosius i focs artificials d’espectacle, d’utilitat o de guerra. El mot «pirotècnia» prové del mot grec piro-, forma prefixada del mot grec pỹr, pyrós, que significa 'foc', i de -tècnia, forma sufixada del mot grec tékhnē, que significa 'art, tècnica'.

## Història

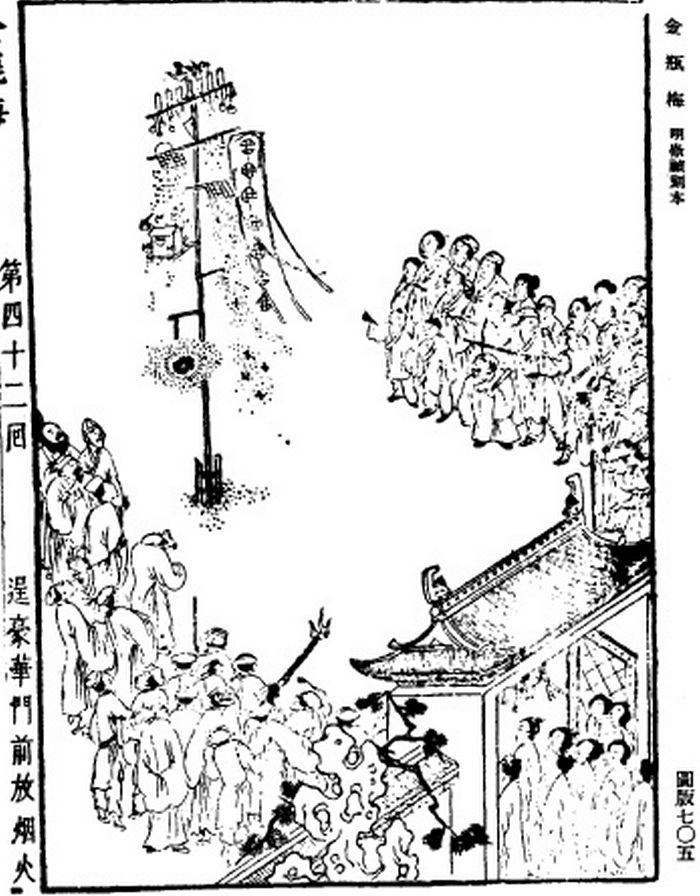
Il·lustració d'un espectacle pirotècnic de l'edició de 1628-1643 del Llibre de la dinastia Ming (1368-1644) de Jin Ping Mei.

Des de fa diversos milers d'anys s'empren productes químics per produir calor, llum, fum o soroll es coneixen. L'Índia podria ser el lloc on començaren a emprar mescles amb aquesta finalitat a causa dels dipòsits naturals de salpetre (nitrat de potassi {\displaystyle {\ce {KNO3}}}). Gran part de l'ús primerenc de l'energia química d'aquestes reaccions està relacionada amb aplicacions militars. L'anomenat «foc grec», documentat per primera vegada al segle vii, fou probablement una barreja de sofre, combustibles orgànics i salpetre que produïa flames i fums densos en encendre's. S'emprà en diverses formes incendiàries tant en batalles marítimes com terrestres, afegint una nova dimensió a la ciència militar. En algun moment primerenc, abans de l'any 1000, es descobriren les propietats úniques d'una barreja de nitrat de potassi, sofre i carbó vegetal, la pólvora negra, la primera composició moderna d'alta energia. Una fórmula bastant similar a l'actual fou recollida per Marc el Grec en una obra del segle viii, Llibre dels focs per cremar l'enemic. El foc grec i els dispositius de tipus coet també es comentaven en aquesta obra.

Al voltant de l'any 800, els alquimistes xinesos barrejaren salpetre, sofre i carbó vegetal i produïren pólvora. L'objectiu era trobar una recepta per a la vida eterna, però un cop s'adonaren de les possibilitats que oferia la pólvora, els xinesos arribaren a creure que aquestes explosions allunyarien els esperits malignes. Per crear alguns dels primers focs artificials, empaquetarien la nova pólvora en paper i llançarien els paquets al foc aconseguint una forta explosió. Després d'això, els focs artificials evolucionaren. Els tubs de paper foren substituir per tiges de bambú, per exemple, i en lloc de llançar els tubs en un foc, la gent va afegir fusibles fets de paper tissú. Al segle x, els xinesos havien descobert que podien fer bombes amb la pólvora, i així uniren petards a les sagetes que disparaven contra als enemics. En els següents dos-cents anys, els focs artificials foren perfeccionats en coets que podien ser disparats als enemics sense l'ajuda d'un arc o ballesta. Aquesta tecnologia encara s'utilitza avui en dia en espectacles pirotècnics.

Fanciful Costumes - Costume of the Fireworks Maker de Nicolas de Larmessin II, cap al 1690

El 1295, el mercader venecià Marco Polo portà la pólvora a Europa des d'Àsia. No obstant això, és probable que els europeus fossin introduïts en l'armament de pólvora durant les croades uns anys abans. Després, al voltant del segle xiii, la pólvora i les receptes per crear-la arribaren a Europa i Aràbia a través d'altres diplomàtics, exploradors i missioners franciscans. A partir d'aquí, Occident desenvolupà la tecnologia en armes més potents que avui coneixem com a canons i mosquets. Tanmateix també feien ús dels focs artificials durant les celebracions. Els governs també entretindrien multituds amb focs artificials a l'Anglaterra medieval. A Anglaterra, els governants utilitzaren exhibicions de focs artificials per entretenir els ciutadans. Es creu que el primer castell de focs artificials reials fou emprat el dia del casament d'Enric VII d'Anglaterra (1457-1509) el 1486. El 1685, la presentació de la coronació de Jaume II d'Anglaterra (1633-1701) fou tan sorprenent que al mestre pirotècnic el rei li concedí el títol de cavaller. El Tsar Pere I de Rússia (1672-1725) donà un espectacle pirotècnic de cinc hores per marcar el naixement del seu fill.
Durant el Renaixement, les escoles pirotècniques sorgiren arreu d'Europa. Les escoles milloraren les tècniques i pogueren crear explosions elaborades. A Itàlia, els focs artificials foren particularment populars, i en la dècada de 1830, els italians incorporaren traces de metalls i altres ingredients per millorar la brillantor i fer formes creatives. Finalment també aconseguiren generar més colors per als focs artificials, ja que fins llavors tots els focs artificials eren de color taronja. Els italians prepararen mescles amb diversos composts químics, produint espectacles pirotècnics molt més semblants a les versions modernes. Utilitzaven estronci per al vermell, bari per al verd, coure per al blau i sodi per al groc.
A mesura que els europeus viatjaren al Nou Món, també ho feien les seves receptes de focs artificials. Sembla que el capità John Smith (1580-1631) dugué a terme la primera exhibició nord-americana, a Jamestown, Virgínia, el 1608. El 4 de juliol de 1777 a Filadèlfia, Pennsilvània, data del primer aniversari del dia en què el Congrés Continental aprovà la Declaració d'Independència dels Estats Units, s'empraren focs artificials durant les celebracions i es convertiren en una tradició del 4 de juliol. Tanmateix no a tothom li agradaven els focs artificials i, el 1731, Rhode Island prohibí l'ús de focs artificials. En la dècada de 1890, altres estats i algunes ciutats dictaren regulacions per controlar com i on es podien utilitzar els focs artificials. Avui en dia, moltes ciutats i estats encara tenen les seves pròpies lleis que regeixen l'ús de focs artificials.

## Components
Els components bàsics d'una mescla pirotècnica són un combustible, això és una substància que en oxidar-se desprengui calor; i un compost oxidant, que aporti oxigen al combustible i l'oxidi sense que sigui necessària la presència de l'oxigen de l'aire. L'exemple més clàssic és la reacció de la pólvora, on el nitrat de potassi {\displaystyle {\ce {KNO3}}} actua com oxidant i el sofre {\displaystyle {\ce {S}}} i el carbó vegetal {\displaystyle {\ce {C}}} com a combustibles. La reacció que es produeix en explotar la pólvora té una estequiometria complexa i no està completament confirmada. Les dues equacions químiques més probables són:{\displaystyle {\ce {20 KNO3 + 32 C + 5 S -> 10 N2 + 11 CO2 + 16 CO + 3 K2S + 5 K2CO3 + K2SO4 + K2SO3}}}{\displaystyle {\ce {10 KNO3 + 8 C + 3 S -> 5 N2 + 6 CO2 + 2 K2CO3 + 3 K2SO4}}}

### Combustibles
Els composts combustibles que s'empren en pirotècnia han de produir gran quantitat de calor de manera ràpida que, després, pot emprar-se per generar moviment, llum, colors, fum o renou. Un grup de substàncies combustibles són metalls. S'empren principalment l'alumini i el magnesi, en menor proporció el ferro i el zinc, i només en aplicacions militars el titani, el tungstè i el zirconi. Un altre grup de substàncies són elements no metàl·lics, el bor, el carboni, el silici, el fòsfor roig i el blanc i el sofre. Pel que fa a composts químics s'utilitzen alguns sulfurs (trisulfur de diantimoni i disulfur de diarseni o realgar), composts orgànics (glucosa, lactosa, naftalè, àcid esteàric, sacarosa, goma laca, dextrina, nitrocel·lulosa, clorur de polivinil i midó).

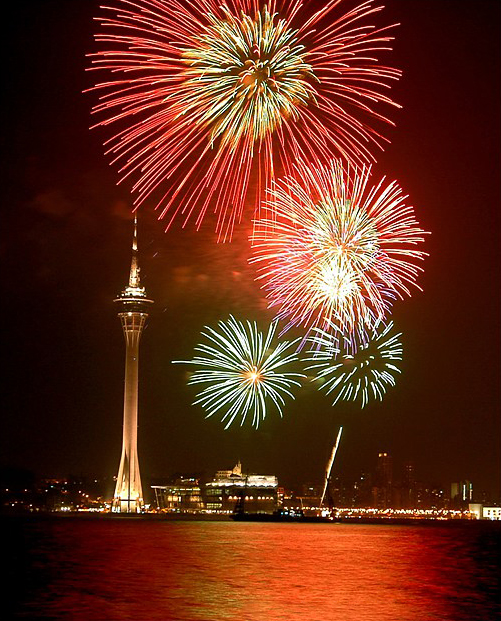
Els colors s'aconsegueixen gràcies als espectres d'emissió d'elements químics. El roig amb l'estronci, el groc amb el sodi i el verd amb el bari

### Oxidants
Els oxidants són les substàncies que aporten l'oxigen necessari per a oxidar els combustibles. Els més emprats actualment són: nitrat d'amoni, perclorat d'amoni, clorat de bari, cromat de bari, nitrat de bari, peròxid de bari, òxid de ferro(III), cromat de plom(II), peròxid de plom(II), òxid de plom(II), tetraòxid de triplom, clorat de potassi, nitrat de potassi, perclorat de potassi, nitrat de sodi i nitrat d'estronci. Tots aquests composts són composts iònics, essent l'anió el veritable oxidant: nitrat, clorat, perclorat, cromat, òxid i peròxid. Els cations tenen diferents funcions, així el catió estronci (2+) en escalfar-se emet color roig, el catió sodi (1+) color groc, el bari (2+) color verd; els composts d'amoni es descomponen explosivament i poden ser emprats com a propel·lents de coets.

### Aglutinants
Una composició pirotècnica sol contenir un petit percentatge d'un polímer orgànic que funciona com un lligant, sostenint tots els components junts en una barreja homogènia. Aquests aglutinants, en ser compostos orgànics, també serviran com a combustibles de la mescla. Sense l'aglutinant, els materials podrien segregar-se durant la fabricació i emmagatzematge a causa de variacions de densitat i grandària de partícules. El procés de granulació, en el qual l'oxidant, el combustible, i altres components es barregen amb l'aglutinant per produir grans de composició homogènia, és un pas crític en el procés de fabricació. El dissolvent s'evapora després de la granulació, deixant un material sec i homogeni. La dextrina s'utilitza àmpliament com a aglutinant en la indústria dels focs artificials. L'aigua s'utilitza com a agent humit per a la dextrina, evitant el cost associat a l'ús de dissolvents orgànics. Altres lligants comuns inclouen la nitrocel·lulosa (acetona com a dissolvent), alcohol polivinílic (utilitzat amb aigua) i laminae (un polièster insaturat encreuat amb estirè).
En la selecció d'un lligant, el químic busca un material que proporcioni una bona homogeneïtat amb l'ús d'un mínim de polímer. Els materials orgànics reduiran les temperatures de flama de les composicions que contenen combustibles metàl·lics, i poden impartir uncolor taronja a les flames si es produeix una combustió incompleta de l'aglutinant en forma de carboni en la flama. Un lligant ha de ser neutre i no higroscòpic per evitar els problemes que l'aigua i un àcid o l'entorn bàsic pot introduir.

### Retardants
De tant en tant, una barreja pirotècnica funcionarà bastant bé i produeixen l'efecte desitjat, excepte pel fet que crema una mica massa ràpid. Es necessita un material que s'alenteixi la reacció sense afectar d'una altra manera el rendiment. Això es pot aconsegueix alterant la proporció d'ingredients (per exemple, reduint la quantitat de combustible) o afegint un component inert a la composició. L'excés de combustible metàl·lic és menys efectiu a causa de la capacitat de molts combustibles, com el magnesi, de reaccionar amb l'oxigen en l'aire i alliberar calor. A més, els metalls tendeixen a ser excel·lents conductors de calor, i un augment del seu percentatge pot accelerar una reacció facilitant la transferència de calor a través de la composició durant el procés. Materials que es descomponen a temperatures elevades amb l'absorció de calor (descomposició endotèrmica) pot funcionar bécom a retardants de taxa. Els carbonats de calci i de magnesi i l'hidrogencarbonat de sodi de vegades s'afegeixen a una barreja per a aquest propòsit. Diluents inerts com l'argila i la terra de diatomees també poden emprar-se per retardar les velocitat de reacció.

## Usos

### Usos militars

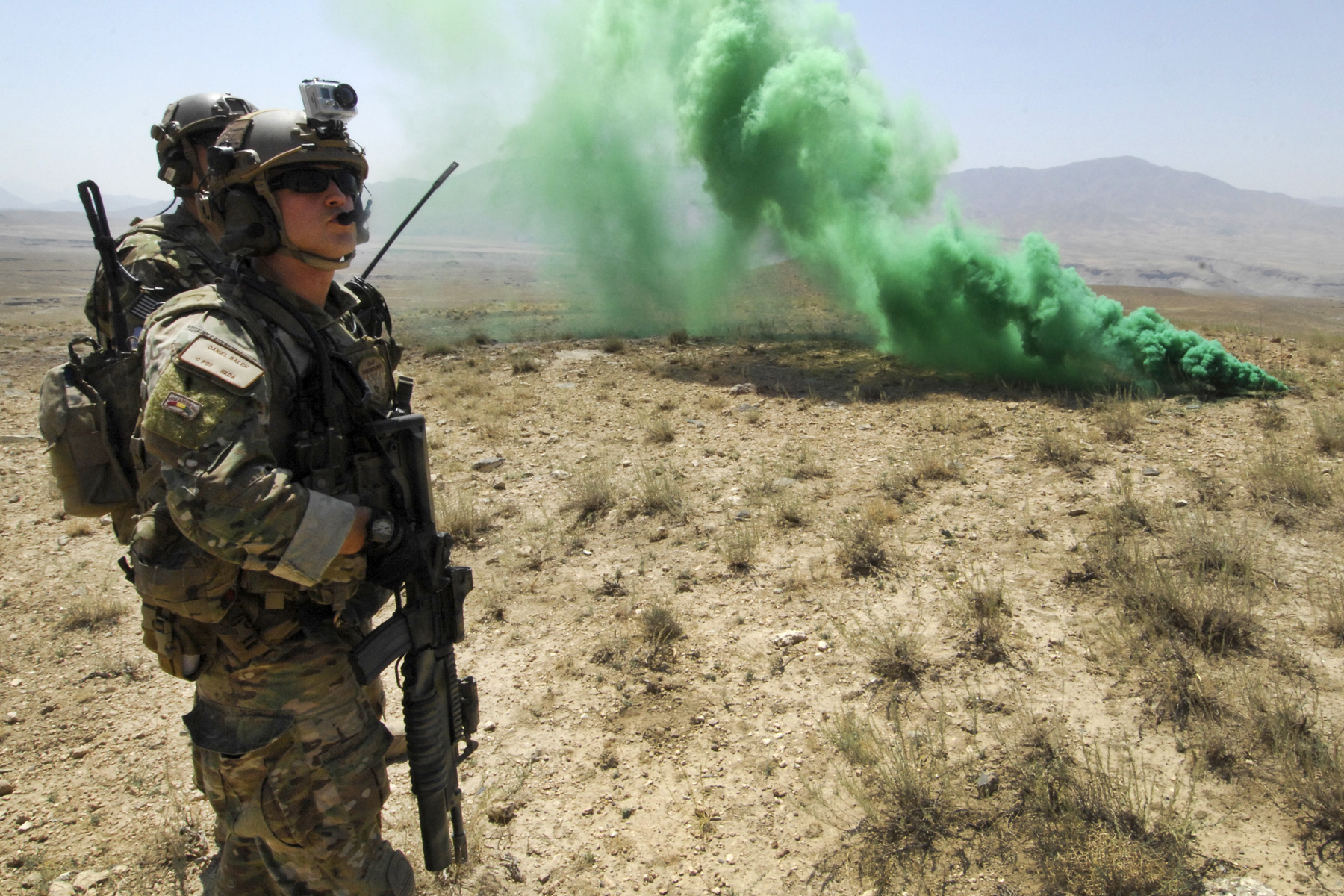
Fum de senyalització d'un punt d'aterratge d'un helicòpter

Les composicions pirotècniques utilitzades amb finalitats militars inclouen mescles il·luminadores, mescles per a flaixos de fotografia, traçadors de trajectòries de projectils i composicions per a senyals lluminoses, mescles incendiàries i mescles per a generar fums amb l'objectiu d'entorpir la visibilitat dels efectius militars a l'enemic, amb la finalitat de senyalitzar un lloc, com ara un punt d'aterratge o la ubicació d'un ferit. Les composicions pirotècniques s'utilitzen per imitar funcionament d'armes, ràfegues de projectils i explosions al camp de batalla. També s'utilitzen per produir radiació infraroja per a confondre l'observació nocturna de cossos calents (motors de vehicles en funcionament, fogons, persones...).

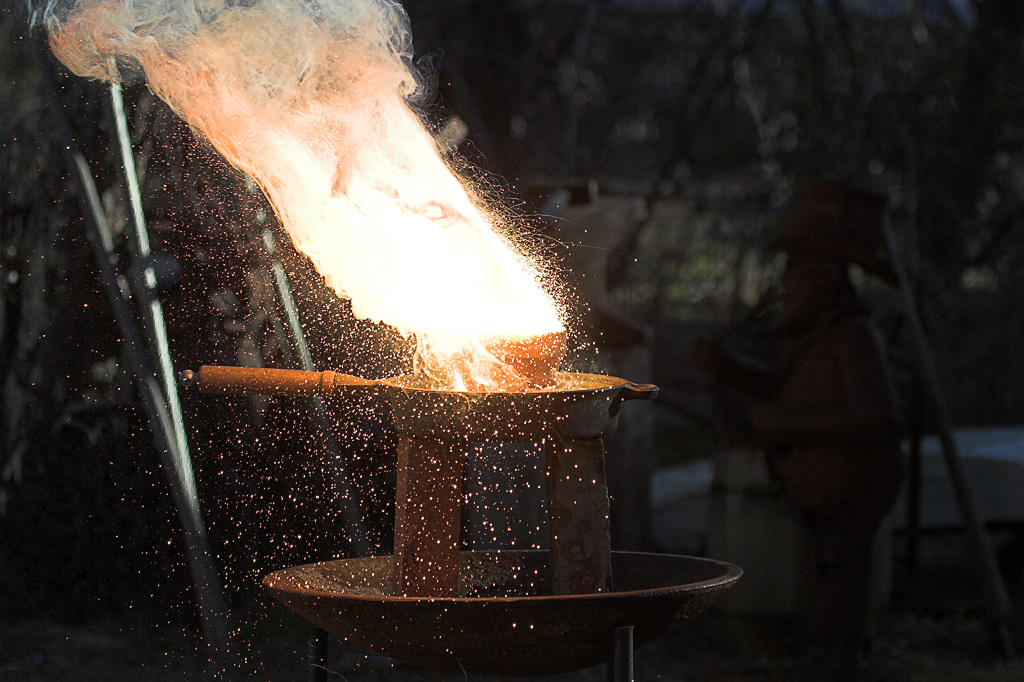
Termita reaccionant en un gresol de ferro colat.

### Usos industrials
En la indústria, les mescles de tipus termita s'utilitzen per a la soldadura de raïls, canonades i conductors elèctrics, així com per a la producció de diversos aliatges, com el ferrocrom, ja que es pot assolir una temperatura de 2400 °C i alliberar 950 cal/g. La reacció termita és:
{\displaystyle {\ce {Fe2O3 + 2Al -> Al2O3 + 2Fe}}}
Les composicions pirotècniques s'utilitzen per "bombar" làsers, generar plasma de cesi i estudiar les capes superiors de l'atmosfera. De vegades s'utilitzen composicions pirotècniques per generar gasos, com l'oxigen (cartutxos de clor) i l'hidrogen. Els compostos utilitzats en la producció de llumins són també un tipus de composició pirotècnica.

### Usos d'utilitat
Les composicions de senyalització per a emergències mitjançant bengales, que produeixen llums brillants de diferents colors sense explosió, s'utilitzen en mitjans de transport quan no sigui possible una comunicació per ràdio, o en operacions de salvament a la mar o a zones amb dificultats de localització dels objectius.

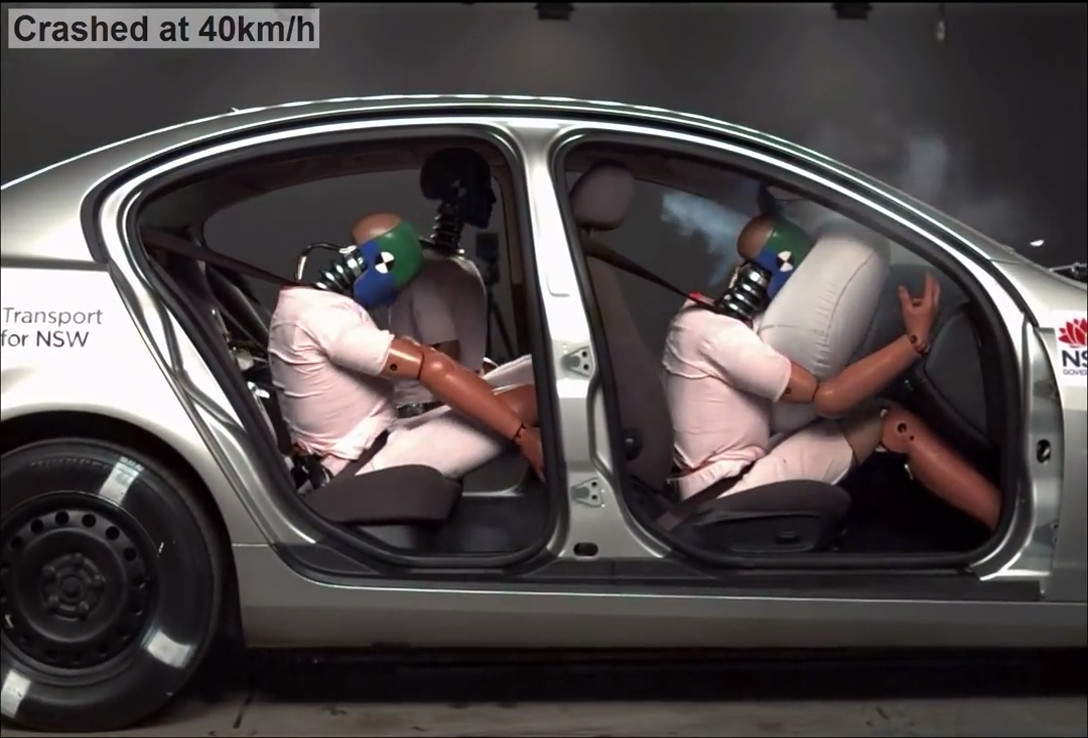
Prova de funcionament d'un coixí de seguretat.

Una de les aplicacions més importants són els coixins de seguretat, dispositius de seguretat de vehicles que utilitzen un inflador pirotècnic. Els primers es basaven en la combustió d'azida de sodi {\displaystyle {\ce {NaN3}}} amb un oxidant com el nitrat de potassi {\displaystyle {\ce {KNO3}}}, produint ràpidament una gran quantitat de gas nitrogen {\displaystyle {\ce {N2}}} que infla el coixí en un temps d'uns 50 ms (s'infla a 100 m/s); la bossa està microperforada la qual cosa permet un amortiment progressiu per deflació quan el cos del passatger el colpeja. Actualment se substitueix l'azida de sodi, tòxica, per triazol {\displaystyle {\ce {C2H3N3}}}, tetrazol {\displaystyle {\ce {CH2N4}}} i derivats. Les reaccions són tres, les dues primeres per inflar i la tercera per eliminar productes perillosos:

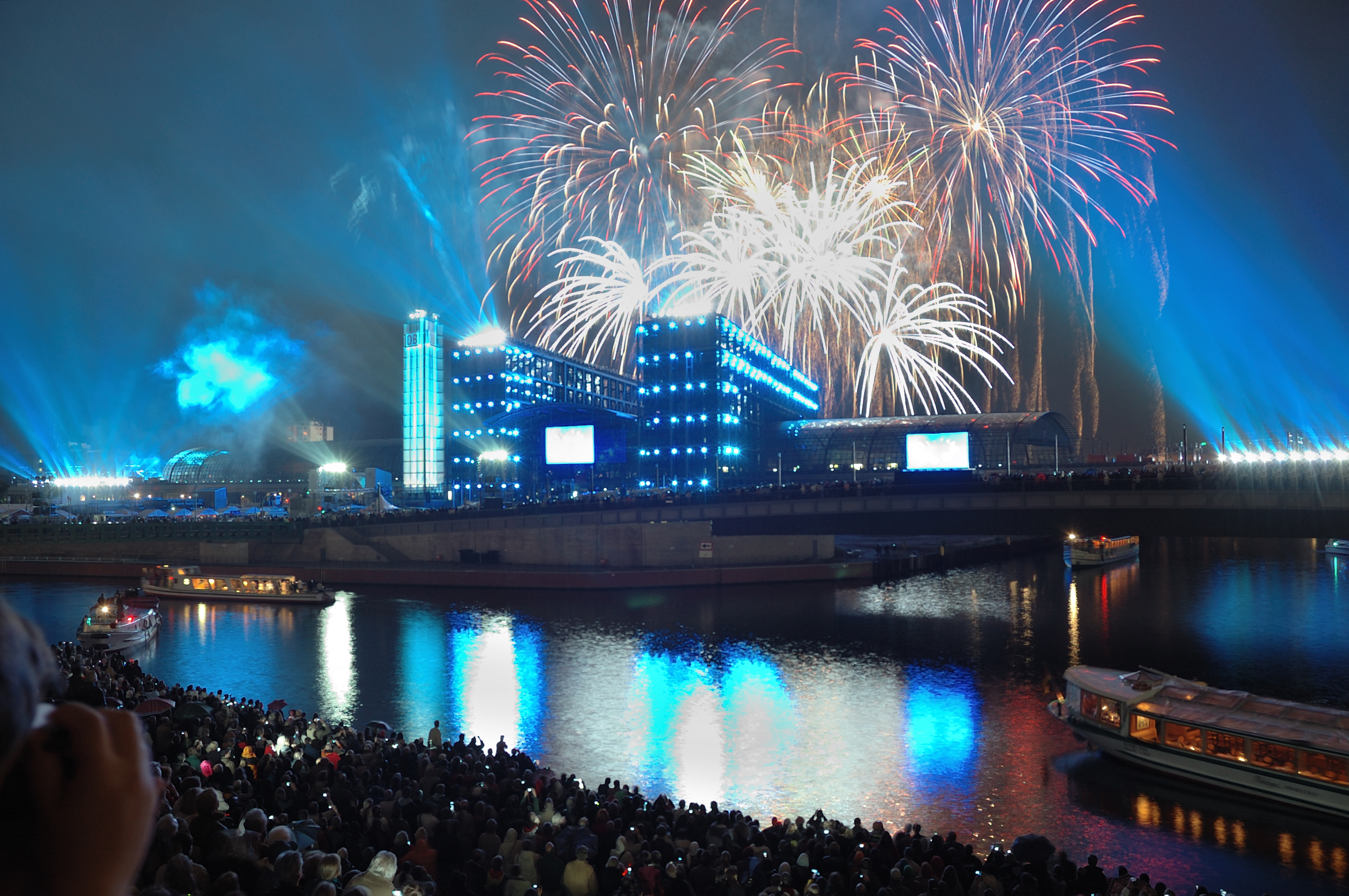
Focs artificials durant la inauguració de l'estació central de Berlín (Berlin Hauptbahnhof) el 2006

{\displaystyle {\ce {2NaN3 -> Na + 3N2}}}{\displaystyle {\ce {10Na + 2KNO3 -> 2O + 5Na2O + N2}}}{\displaystyle {\ce {K2O + Na2O + 2SiO2 -> K2SiO3 + Na2SiO3}}}

### Usos en espectacles

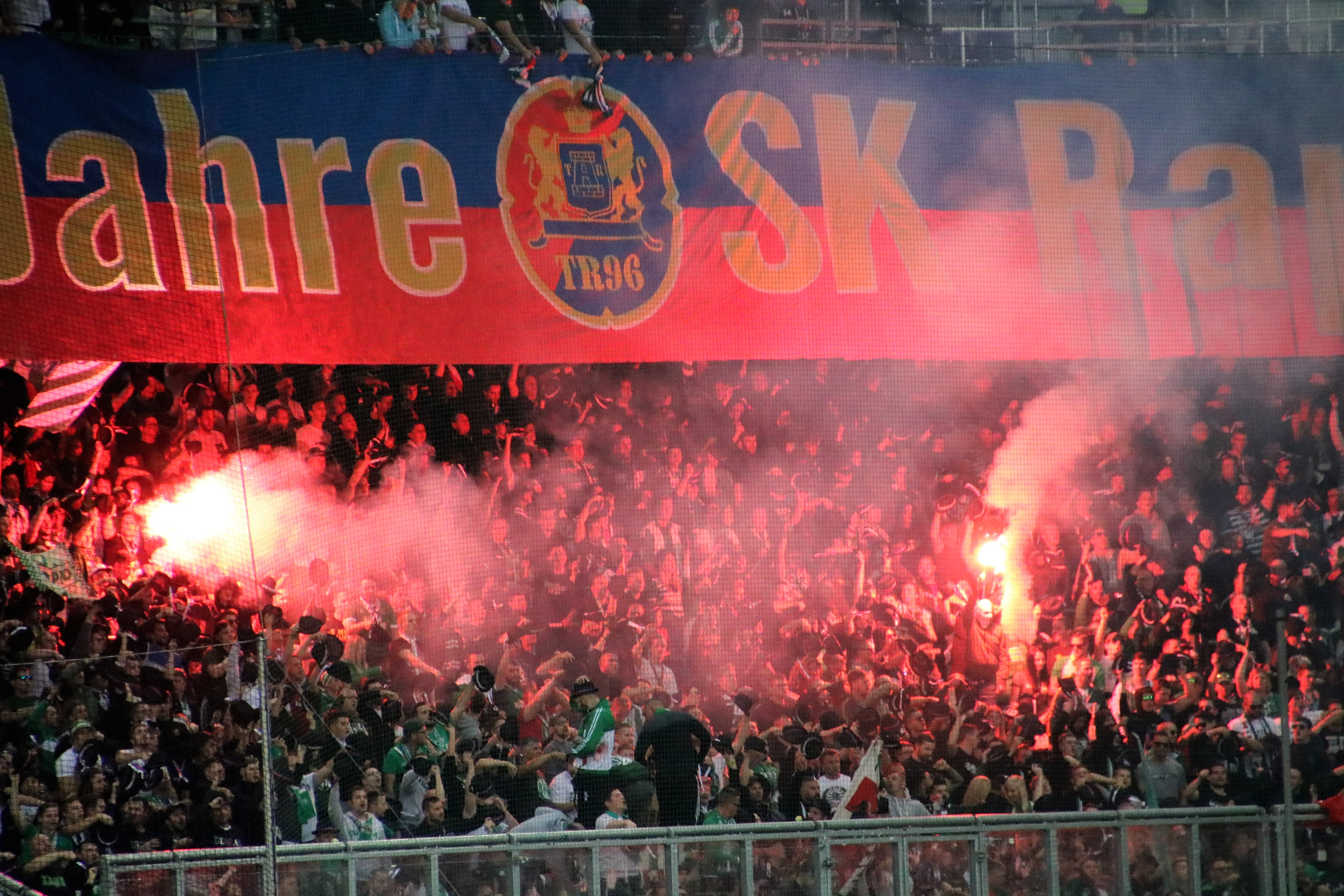
Ús de bengales durant un partit de futbol per part dels espectadors

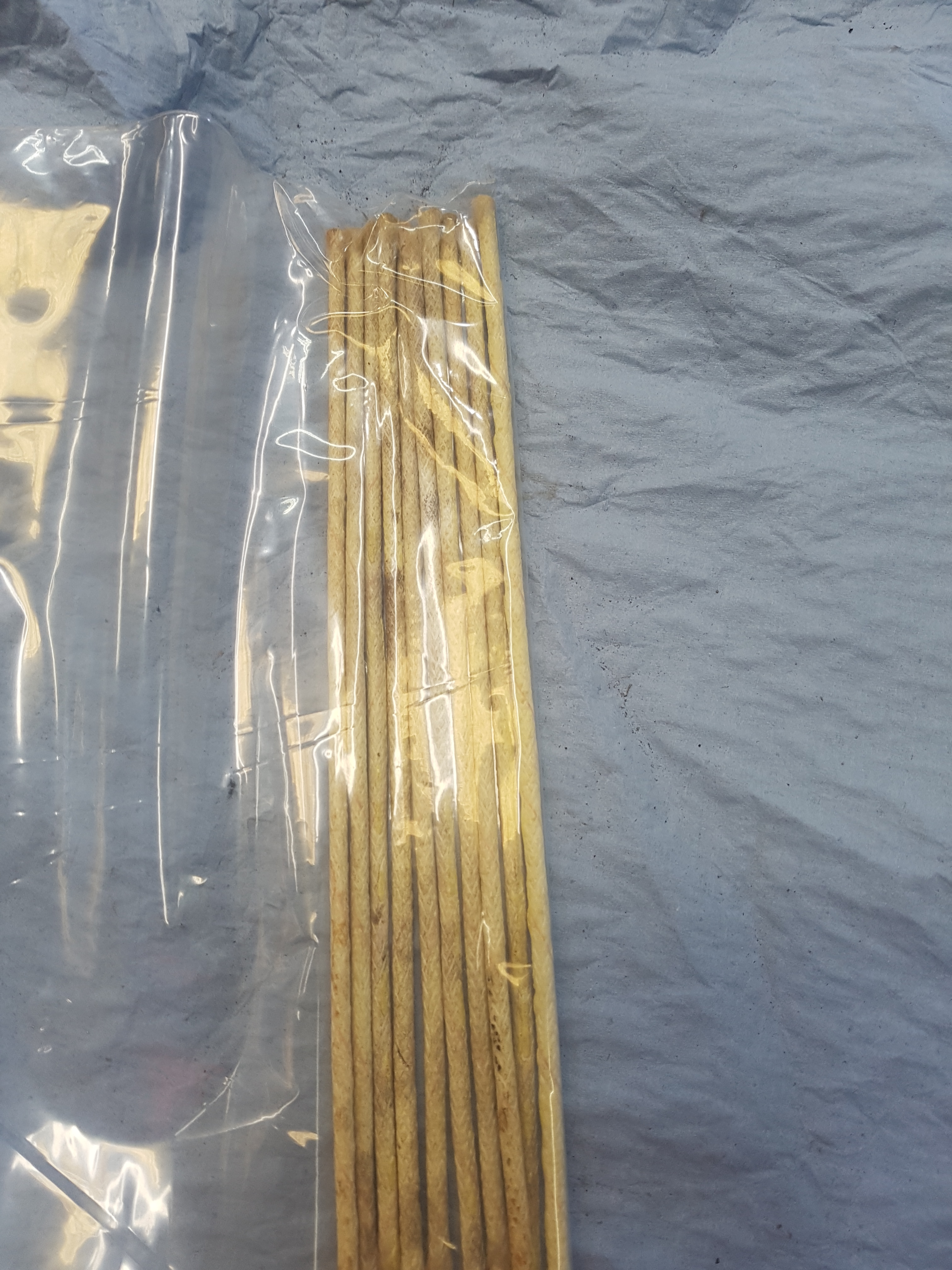
Sofre per desinfectar botes

S'empren composicions pirotècniques en espectacles, essent els més coneguts els focs artificials que representen un espectacle per si mateixos i que són elegits per celebrar esdeveniments destacats (festes majors, commemoracions, inauguracions, cloendes...). També s'empren composicions pirotècniques en espectacles diversos, com ara concerts o competicions esportives, tant per part dels organitzadors com, en alguns casos per part del públic. Les composicions pirotècniques s'utilitzen en fotografia cinematogràfica per obtenir simulacions d'incendis, fum, batalles...

### Usos agrícoles
En agricultura s'utilitzen composicions pirotècniques per a la fumigació de plantes (especialment plantes cítriques), control de plagues (producció de renou per allunyar ocells, generació de substàncies tòxiques...), i desinfecció de magatzems vegetals i botes de vi (pals de sofre).